# 加登格羅夫 (加利福尼亞州)
加登格罗夫（英語：Garden Grove）是美國加利福尼亞州橙縣的一個城市，位於該縣西北部。面積46.7平方公里，2006年人口166,296人,其與周邊的威斯敏斯特市等地又被稱為全美最大的小西貢。。自由越南临时政府位于此地。
1874年開埠，1956年建市。